# Другая сторона ветра
«Другая сторона ветра» (англ. The Other Side of the Wind) — неоконченный кинофильм режиссёра Орсона Уэллса. Активные съёмки происходили в период между 1970 и 1976 годами, но полностью фильм был завершён уже после смерти Уэллса, наступившей в 1985 году. В 2014 году права на ленту были приобретены компанией Royal Road, после чего под руководством продюсера Фрэнка Уилтона Маршалла фильм был завершён полностью. Мировая премьера состоялась 31 августа 2018 года на 75-м Венецианском международном кинофестивале.
Истории создания фильма посвящена документальная лента «Меня полюбят после моей смерти».

## Сюжет
1970 год. Маститый режиссёр Джейк Ханнафорд, всеми силами пытается быть в тренде и угнаться за свежими кинематографическими тенденциями. На смену голливудским ветеранам, привыкшим снимать жанровое кино с размашистыми декорациями, приходит молодёжь, вдохновлённая французской новой волной и современным искусством. Юные режиссёры не боятся показывать низменные стороны жизни, которые ранее избегались большой киноиндустрией. И новая работа Джейка должна стать хитом.

## В ролях
| Актёр                | Роль                |
| -------------------- | ------------------- |
| Джон Хьюстон         | Джейк Ханнафорд     |
| Ойя Кодар            | Актриса             |
| Питер Богданович     | Брукс Оттерлейк     |
| Сьюзан Страсберг     | Джули Рич           |
| Норман Фостер        | Билли Бойл          |
| Лилли Палмер         | Зара Валеска        |
| Роберт Рэндом        | Джон Дейл           |
| Эдмонд О'Брайен      | Пэт Маллинз         |
| Мерседес МакКембридж | Мэгги Нунан         |
| Тонио Селварт        | Барон               |
| Пол Стюарт           | Мэтт Костелло       |
| Кэмерон Митчелл      | Мэтт «Зимми» Циммер |
| Джон Кэрролл         | Лу Мартин           |
| Грегори Сьерра       | Джек Саймон         |
| Дэн Тобин            | Доктор Берроуз      |

## Съёмочная команда
Съёмочная команда фильма:
- Джордж Орсон Уэллс — режиссёр, оператор (на протяжении всего фильма);
- Гэри Грейвер — оператор-постановщик, оператор (на протяжении всего фильма);
- Билл Уивер — оператор;
- Питер Джейсон — помощник по производству, помощник оператора;
- Нил Кэнтон — помощник по производству;
- Фрэнк Уилтон Маршалл — начальник производства, бухгалтер по производству;
- Рик Вальцер — помощник по производству, помощник оператора;
- Ларри Джексон — захватчик;
- Полли Платт — арт-директор;
- Билл Шеперд — светорукоятчик;
- Рут Хэсти — постпродакшн;
- Боб Муравски[3] — монтажёр;
- Винсент Марич — дизайнер костюмов.